# 上風行動
上風行動（Operation Outflank）是英國太平洋艦隊(BPF)的第一次作戰行動。此次行動是英國皇家海軍艦隊航空隊對大日本帝國在蘇門答臘的煉油廠和儲存設施的一系列襲擊。

## 概要
上風行動主要有三次作戰行動：
1、羅伯森行動（1944年12月20日）。 
2、小扁豆行動（1945年1月4日）。 
3、子午線行動I（1945年1月24日）、II（1945年1月29日）。